# 김종욱 (가수)
김종욱(1982년 2월 1일~)은 대한민국의 가수이다. 2007년 《가난한 사랑》으로 데뷔했다. 2009년까지 가수 활동을 이어갔으며, 그해부터 대한민국 법무부 소속의 교정시설에서 경비교도 군악대원으로 군복무 후 제대했다.

## 음반

### 정규 앨범
- 정규 앨범 1집  《가난한 사랑》(2007년 8월 1일)
  1. 언젠가 우리의 이 비가 그치면
  2. 가난한 사랑
  3. 이별이 즐거워
  4. 너만 있다면
  5. 다시 친구로
  6. 가끔 남자란건
  7. 10분이 지난후
  8. 바바부 바바부
  9. 하루를 묻는다
  10. Call on me
  11. 널 버리면 슬픔도 버려지는지
  12. 시간이 갈수록

- 정규 앨범 1집 리패키지  《For A Long Time (Repackage)》(2008년 2월 28일)
  1. 나쁜 남자
  2. 귀를 막아도 눈을 감아도
  3. 실연
  4. 가난한 사랑
  5. 언젠간 우리의 이비가 그치면
  6. 이별이 즐거워
  7. 다시 친구로
  8. 너만 있다면
  9. Call On Me
  10. 안돼
  11. 나쁜 남자 (Ballade Ver.)
  12. 그대만이
  13. 널 버리면
  14. 10분이 지난 후
  15. 바바부 바바부
  16. 하루를 묻는다
  17. 시간이 갈수록
  18. 가끔 남자란건

- 정규 앨범 2집  《One Fine Day》(2009년 5월 21일)
  1. 척하면 척 (Feat. 강민경)
  2. 고백하세요
  3. 널 사랑하나봐
  4. 중독
  5. 넌내꺼 (Feat. 조단)
  6. 여자의 마음
  7. 그대앞에선

### 싱글 앨범
- 싱글 앨범 1집  《그대에게 바래요 (Digital Single)》(2008년 7월 15일)
  1. 그대에게 바래요
  2. 그대에게 바래요 (Inst.)

- 싱글 앨범 2집  《해바라기 (Digital Single)》(2009년 10월 16일)
  1. 해바라기

- 싱글 앨범 3집  《Goodbye For Now (잠시만 안녕) (Digital Single)》(2009년 12월 4일)
  1. 군대 가는 날

## 참여 앨범
- 2008년 8월 12일 발매 에덴의 동쪽 O.S.T SG워너비＆김종욱 (Digital Single) 《운명을 거슬러》